# Françoise Sagan

Françoise Sagan

Françoise Sagan (de fapt Françoise Quoirez, n. 21 iunie 1935, Cajarc, Franța - d. 24 septembrie 2004, Honfleur, Franța), a fost o scriitoare franceză ce a făcut parte din curentul denumit Nouvelle Vague (noul val).

## Date biografice
Născută la 21 iunie 1935 la Cajarc (departamentul Lot), în familia unui industriaș prosper, romanciera, pe adevăratul său nume Françoise Quoirez, a publicat primul său roman Bonjour tristesse în anul 1954, la vârsta de 18 ani, sub un pseudonim ales din opera lui Marcel Proust. Cărțile sale, printre care Un certain sourire (1956), Va place Brahms? (1959), La Chamade (1965), Le lit défait (1977), scrise într-un stil alert și cu o tonalitate amară, s-au bucurat de un succes deosebit. Temele sale favorite au fost critica vieții superficiale, atmosfera însorită a locurilor de viligiatură, automobilele rapide, într-un amestec de cinism, senzualitate, indiferență și contemplație. Ultima sa creație, Derrière l'épaule, apărută în anul 1998, conține o privire critică a autoarei asupra carierei sale literare.
Françoise Sagan rămâne în istoria literaturii franceze și în amintirea celor care au cunoscut-o nu numai ca scriitoare, ci și ca personaj de roman, uneori mai important decât eroii cărților pe care le-a scris, o personalitate devenită ea însăși un mit, a cărei notorietate a depășit granițele țării sale. Ea a marcat generația sa nu numai prin romanele scrise, dar și prin viața sa personală, plină de tot felul de excese, care i-au atras neplăceri și i-au ruinat sănătatea. Cea care, începând cu Bonjour tristesse, a încântat și a pus pe gânduri o pleiadă de cititori, s-a stins din viață în ziua de 24 septembrie 2004, în urma unei embolii pulmonare, la vârsta de 69 de ani.

## Opera literară

### Romane
- Bonjour tristesse, (1954)
- Un certain sourire, (1956)
- Dans un mois, dans un an (1957)
- Va place Brahms? (Aimez-vous Brahms? 1959)
- Les Merveilleux Nuages, (1961)
- La Chamade, (1965)
- Un peu de soleil dans l'eau froide, (1969)
- Un profil perdu, (1974)
- Le chien couchant, (1980)
- Un orage immobile, (1983)
- La Maison de Raquel Vega, (1985)
- Les Faux-Fuyants, (1990)
- Chagrin de passage, (1994)
- Derrière l'épaule, (1998)
- Le garde du coeur,  1968

### Piese de teatru
- Château en Suède, (1960)
- Violons parfois, (1961)
- La Robe mauve de Valentine, (1963)
- Il fait beau jour et nuit, (1978)
- L'Excès contraire, (1987)

### Filmografie
- 1960 Testamentul lui Orfeu (Le Testament d’Orphée ou ne me demandez pas pourquoi), regia Jean Cocteau

- 1977 Les Fougères bleues
- Landru (scenariu)